# Harpoon Point
Der Harpoon Point (englisch für polnisch Przylądek Harpun ‚Harpunenkap‘) ist ein kleines Kap an der Südküste von King George Island im Archipel der Südlichen Shetlandinseln. Es liegt am südwestlichen Ende der Keller-Halbinsel und grenzt an das Mackellar Inlet, eine Nebenbucht der Admiralty Bay.
Polnische Wissenschaftler benannten es 1980 nach einer hier gefundenen Walharpune.